# Al Lowe

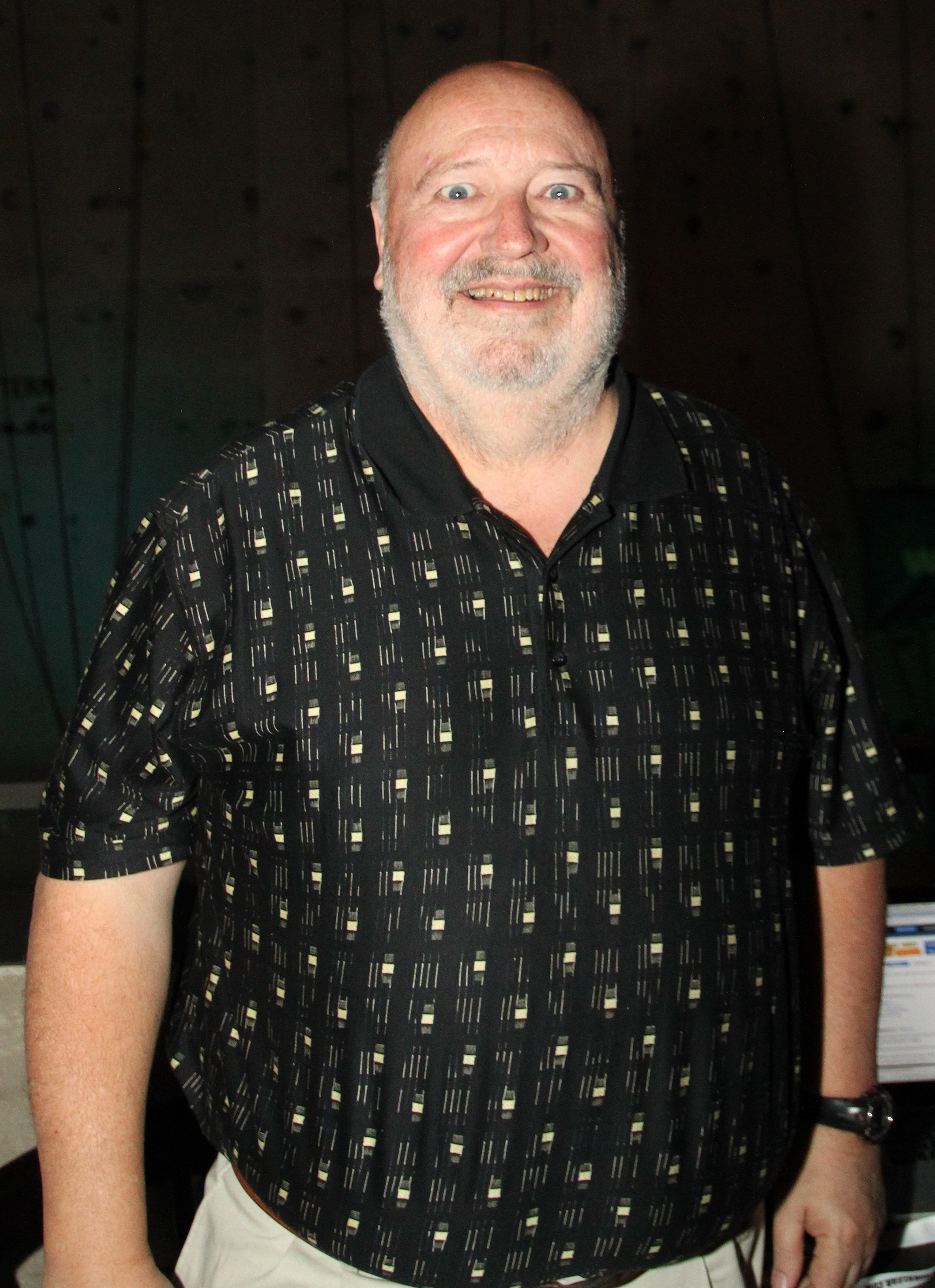
Al Lowe (2013)

Al Lowe (* 24. Juli 1946) ist ein US-amerikanischer Spieleentwickler. Sein bekanntestes Werk ist die Adventure-Reihe Leisure Suit Larry.

## Leben und Wirken
Al Lowe spielt seit dem 13. Lebensjahr Saxophon. Er war Musiklehrer an der Clovis High School im kalifornischen Clovis, bevor er in die Schulverwaltung wechselte und sich „in Computer verliebte“, wie er selbst sagte. Während einer Krankschreibung brachte er sich Programmieren bei und kündigte nach einiger Zeit seinen Job, um sich der Spieleprogrammierung zu widmen.
1982 nahm er eine Stelle bei Sierra On-Line an und gestaltete dort zunächst Kinderspiele, die auf einer Disney-Lizenz fußten. Besonders Donald Duck’s Playground wurde als Lernspiel von der Fachpresse gelobt. Seine bekannteste Reihe ist Leisure Suit Larry, die in den 1980er-Jahren für einen handfesten Skandal auf dem amerikanischen Computerspielemarkt sorgte, als sich Händler wegen anstößiger Inhalte weigerten, das Spiel ins Programm zu nehmen. Heute ist Leisure Suit Larry ein Stück Computerspielgeschichte. Aus dieser Zeit ist auch Lowes bekanntestes Motto „Save early, save often“ überliefert – eine Anspielung auf den Schwierigkeitsgrad der Larry-Reihe, in welcher die Spielfigur schnell einmal sterben konnte. Auch Freddy Pharkas, The Black Cauldron und Torins Passage stammen aus der Feder Lowes. Zudem war er Programmierer bei Police Quest und King’s Quest. Die Titelmelodie von Space Quest wurde ebenfalls von Lowe komponiert. 1998 verließ er die Firma.
Für das Jahr 2007 wurde von iBase Entertainment das Computerspiel Sam Suede in Undercover Exposure angekündigt, das unter Lowes Leitung entstehen sollte. 
Dezember 2006 schloss iBase Entertainment seine Pforten und somit wurde auch die Entwicklung zu Sam Suede eingestellt. Lowe gab daraufhin bekannt, sich für immer aus dem Spielegeschäft verabschieden zu wollen.
Lowe betreibt eine private Homepage, auf der er primär Witze sammelt. 2010 veröffentlichte er über den Publisher The Binary Mill eine App namens Al’s Comedy Club, die einen Teil seiner Witzesammlung visuell aufbereitet wiedergab. Die App war für mobile Endgeräte mit dem Betriebssystem iOS erhältlich, wurde aber zu einem unbekannten Zeitpunkt wieder aus dem App Store entfernt.
Im Oktober 2011 erwarb Replay Games die Rechte an Leisure Suit Larry und kündigte an, die Spieleserie mit Hilfe von Lowe wieder zum Leben erwecken zu wollen. Dazu wurde am 2. April 2012 eine Crowdfunding-Aktion auf der Plattform Kickstarter gestartet, um ein Remake von Leisure Suit Larry in the Land of the Lounge Lizards zu finanzieren. Das Spiel erschien im Sommer 2013 unter dem Titel Leisure Suit Larry: Reloaded, und Lowe beendete im Anschluss die Zusammenarbeit mit Replay Games.

## Privates
Seit 1994 lebt Lowe mit seiner Familie in Seattle. Als Amateur spielt er in lokalen Jazzbands und betreibt seine private Witze-Website.

## Ludografie (Auszug)
- 1982: Bop-A-Bet (Lernspiel, Sunnyside Soft)
- 1982: Dragon's Keep (Textadventure, Sunnyside Soft)
- 1983: Troll's Tale (Textadventure, Sierra On-Line)
- 1984: Donald Duck's Playground (Geschicklichkeitsspiel, Sierra On-Line)
- 1984: Winnie the Pooh in the Hundred Acre Wood (Textadventure, Sierra On-Line)
- 1986: The Black Cauldron (Adventure, Sierra On-Line)
- 1987: Leisure Suit Larry in the Land of the Lounge Lizards (Adventure, Sierra On-Line)
- 1988: Leisure Suit Larry Goes Looking for Love (In Several Wrong Places) (Adventure, Sierra On-Line)
- 1989: Leisure Suit Larry III: Passionate Patti in Pursuit of the Pulsating Pectorals (Adventure, Sierra On-Line)
- 1991: Leisure Suit Larry 5: Passionate Patti macht beim Geheimdienst mit (Adventure, Sierra On-Line)
- 1993: Freddy Pharkas: Frontier Pharmacist (Adventure, Sierra On-Line)
- 1993: Leisure Suit Larry 6: Reiß’ auf oder schieb ab! (Adventure, Sierra On-Line)
- 1995: Torins Passage (Adventure, Sierra Entertainment)
- 1996: Leisure Suit Larry 7: Yacht nach Liebe! (Adventure, Sierra On-Line)
- 1998: Leisure Suit Larry's Casino (Casual Game, Sierra On-Line)
- 2010: Al’s Comedy Club (App, The Binary Mill)
- 2013: Leisure Suit Larry: Reloaded (Adventure, Replay Games)